# William Duer (Politiker, 1805)
William Duer (* 25. Mai 1805 in New York City; † 25. August 1879 in New Brighton, Richmond County, New York) war ein US-amerikanischer Rechtsanwalt und Politiker (Whig Party). Er war der Enkel von William Duer (1747–1799).

## Leben
William Duer schloss seine Vorbereitungsstudien ab und graduierte dann 1824 am Columbia College (New York City). Er studierte Jura, bekam 1824 seine Zulassung als Anwalt und begann in New York City zu praktizieren. Duer lebte ab 1832 in New Orleans und ab 1836 in Oswego (New York). Er war zwischen 1845 und 1847 Distriktstaatsanwalt (District Attorney) des Oswego County (New York). Dann ließ er sich 1854 in San Francisco nieder, wo er wieder seiner Tätigkeit als Anwalt nachging. Er war in den Jahren 1858 und 1859 als Clerk des San Francisco County tätig. Im letzten Jahr kehrte er nach Staten Island zurück, wo er bis zu seinem Tod 1879 lebte. Er wurde auf dem Silver Mount Cemetery in Tompkinsville (New York) beigesetzt.
Duer entschied sich eine politische Laufbahn zu verfolgen, als er 1832 erfolglos um einen Sitz in der New York State Assembly kandidierte. Einen erneuten Anlauf in die State Assembly machte er Jahre später, wo er nach erfolgreicher Wahl 1840 und 1841 tätig war. Danach kandidierte er 1842 erfolglos um einen Sitz im 28. US-Kongress. Zwei Jahre später war er als Delegierter bei der Whig National Convention dabei. Er wurde dann schließlich als Whig in den 30. US-Kongress gewählt und in den nachfolgenden US-Kongress wiedergewählt, wo er zwischen dem 4. März 1847 und dem 3. März 1851 tätig war. Danach wurde er am 18. März 1851 von US-Präsident Fillmore zum Konsul von Valparaíso (Chile) ernannt und bekleidete diesen Posten bis zum 23. März 1853.